# Station Chamonix-Aiguille-du-Midi
Station Chamonix-Aiguille-du-Midi is een spoorwegstation in de Franse gemeente Chamonix-Mont-Blanc.
Het station ligt aan de spoorlijn Saint-Gervais-les-Bains-Le Fayet - Vallorcine.

## Foto's

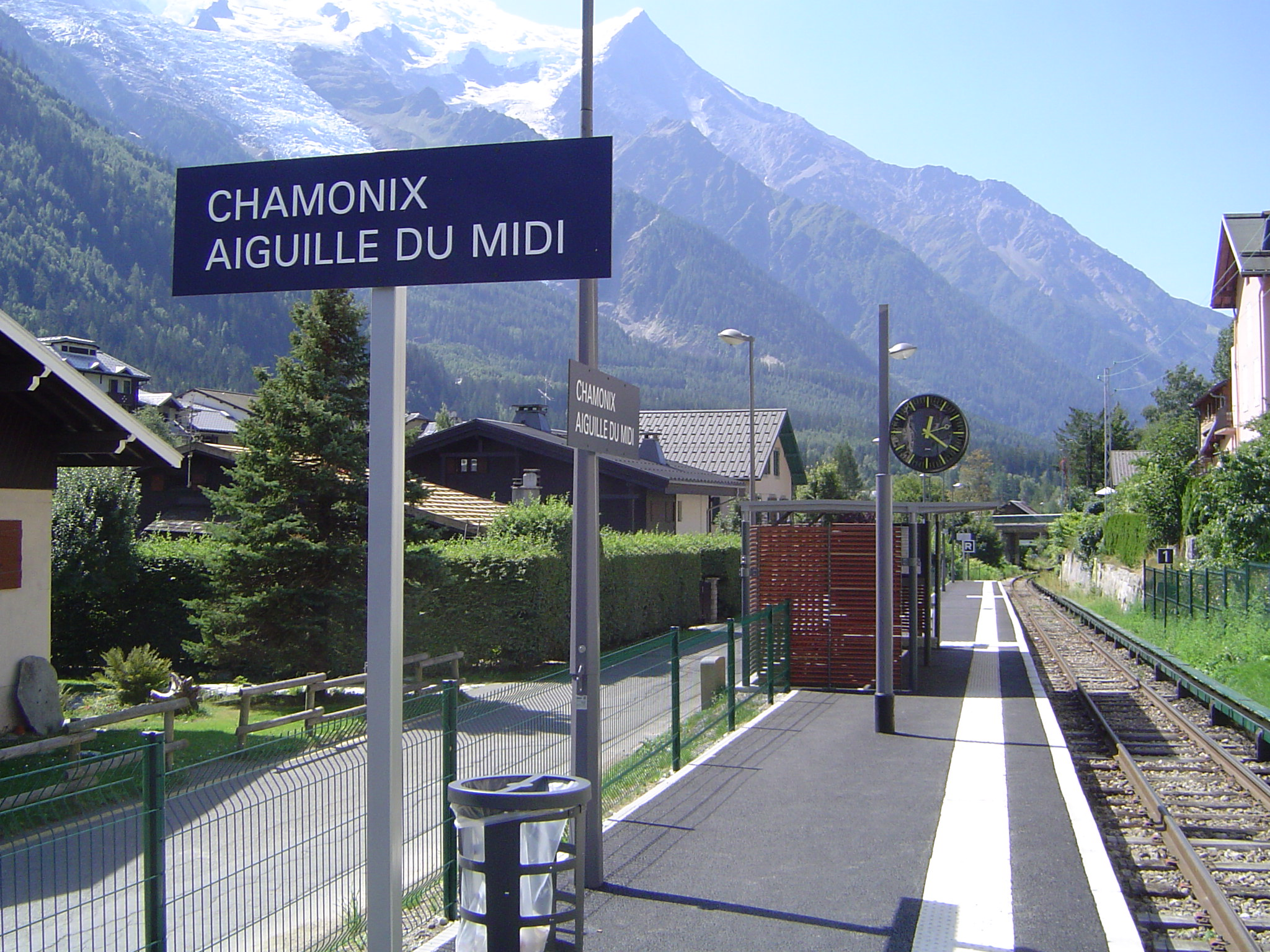